# Paspaleae
Paspaleae, tribus trava u potporodici Panicoideae. Postojew četiri podtribusa.

## Subtribusi
1. Subtribus temeljna Paspaleae
  1. Reynaudia Kunth (1 sp.)
2. Subtribus Paspalinae Griseb.
  1. Acostia Swallen (1 sp.)
  2. Axonopus P. Beauv. (93 spp.)
  3. Baptorhachis Clayton & Renvoize (1 sp.)
  4. Echinolaena Desv. (4 spp.)
  5. Gerritea Zuloaga, Morrone & Killeen (1 sp.)
  6. Ichnanthus P. Beauv. (26 spp.)
  7. Hildaea C. Silva & R. P. Oliveira (6 spp.)
  8. Oedochloa C. Silva & R. P. Oliveira (9 spp.)
  9. Ocellochloa Zuloaga & Morrone (13 spp.)
  10. Paspalum L. (384 spp.)
  11. Anthaenantiopsis Mez ex Pilg. (4 spp.)
  12. Aakia J. R. Grande (1 sp.)
  13. Osvaldoa J. R. Grande (1 sp.)
  14. Hopia Zuloaga & Morrone (1 sp.)
  15. Renvoizea Zuloaga & Morrone (10 spp.)
  16. Streptostachys Desv. (2 spp.)
  17. Anthaenantia P. Beauv. (4 spp.)
3. Subtribus Otachyriinae Butzin
  1. Hymenachne P. Beauv. (16 spp.)
  2. Otachyrium Nees (8 spp.)
  3. Steinchisma Raf. (8 spp.)
  4. Plagiantha Renvoize (1 sp.)
  5. Rugoloa Zuloaga (3 spp.)
4. Subtribus Arthropogoninae Butzin
  1. Apochloa Zuloaga & Morrone (15 spp.)
  2. Arthropogon Nees (5 spp.)
  3. Altoparadisium Filg., Davidse, Zuloaga & Morrone (2 spp.)
  4. Canastra Morrone, Zuloaga, Davidse & Filg. (2 spp.)
  5. Homolepis Chase (5 spp.)
  6. Oplismenopsis Parodi (1 sp.)
  7. Phanopyrum (Raf.) Nash (1 sp.)
  8. Stephostachys Zuloaga & Morrone (1 sp.)
  9. Cyphonanthus Zuloaga & Morrone (1 sp.)
  10. Oncorachis Morrone & Zuloaga (2 spp.)
  11. Coleataenia Griseb. (14 spp.)
  12. Triscenia Griseb. (1 sp.)
  13. Keratochlaena Morrone & Zuloaga (1 sp.)
  14. Mesosetum Steud. (28 spp.)
  15. Tatianyx Zuloaga & Soderstr. (1 sp.)